# FIFA World Cup (serie de videojuegos)
FIFA World Cup fue una serie de videojuegos de fútbol inspirados en la Copa Mundial de la FIFA, la mayor competición a nivel selecciones de dicho deporte, desarrollados por EA Canada y distribuidos por EA Sports.
Electronic Arts consiguió la licencia de los juegos de la Copa del Mundo en 1997 luego de que U.S. Gold, la compañía que poseía los derechos, desapareciera. Desde entonces, el primer lanzamiento fue el World Cup 98, que solo contaba con los 32 equipos clasificados a Francia 1998 más otros ocho que no. En la siguiente entrega, la de Corea del Sur-Japón 2002; solamente aumentó en uno el número de selecciones pero por primera vez aparecían los estadios que eran sede del campeonato licenciados. En el 2006 FIFA World Cup se incrementó significativamente el número de equipos a 127, mientras que en 2010 y 2014 todos los seleccionados que toman parte de la clasificación para dicha edición son incluidos, además de algunos estadios licenciados que no son sedes del Mundial. Generalmente, cada entrega solía tener algunas mejoras en la jugabilidad con respecto al FIFA del año anterior. En 2018 esta tradición se cortó ya que EA decidió realizar una expansión con temática del Mundial para el FIFA de ese año en lugar de desarrollar un videojuego independiente.

## Antecedentes
El primer videojuego inspirado en la Copa Mundial de Fútbol fue el World Cup Carnival desarrollado por U.S. Gold en 1986 motivo de la celebración del Mundial de México, que no era más que un juego anterior, el World Cup Football de Artic con las licencias. No fue bien recibido por la crítica en general.
Lo prosiguieron el World Cup Italia '90, que constaba de partidos 7 contra 7 en lugar de 11 contra 11, además de solo tener cuatro equipos jugables y de no contar con el verdadero formato del torneo. Su sucesor contó con una cierta mejoría, aumentando el número de equipos, pero pese a estar licenciado y ser un producto oficial del Mundial de Estados Unidos 1994, los nombres de los jugadores eran ficticios.

## 98 World Cup
Publicado el 31 de marzo de 1998 para Game Boy, Microsoft Windows, Nintendo 64 y PlayStation, el juego de la Copa Mundial disputada en Francia fue un relativo éxito. En cuanto a jugabilidad solo se presentaban algunas mejorías con respecto al FIFA 98: Road to World Cup, pero en los modos de juego el realismo se había incrementando ampliamente en comparación con los videojuegos de U.S. Gold. Existía la chance de jugar con los grupos reales o con otros hechos al azar. Al final del torneo, se presentaba una entrega de premios, tal como sucede en la realidad. Otro modo de juego innovador fue la posibilidad de jugar algunas de las finales de Copa Mundiales anteriores, que estaban representadas lo más fielmente posible en relación con la época. Por ejemplo, las de 1930 y 1938 están presentadas en sepia, mientras que las anteriores a 1970 se encuentran en blanco y negro, tal como se veía en la televisión de aquel entonces.

## 2002 FIFA World Cup
Salió a la venta el 11 de abril de 2002 para GameCube, Microsoft Windows, PlayStation, PlayStation 2 y Xbox. Mejoraba el sistema de tiros y las penalizaciones por parte del árbitro e incluía 41 selecciones y los estadios oficiales de Corea del Sur y Japón licenciados.

## 2006 FIFA World Cup
Fue estrenado para Game Boy Advance, GameCube, Microsoft Windows, Nintendo DS, PlayStation 2, PlayStation Portable, Xbox, Xbox 360 y teléfono móvil el 24 de abril de 2006. Contaba con 127 seleccionados y la jugabilidad del FIFA 06 mejorada en ciertos aspectos. Como mayor novedad, el juego de Alemania 2006, fue el primero en incluir el modo «historias de la clasificación», que le permitía al jugador encarnar en un partido de la fase clasificatoria y cumplir una serie de objetivos basados en el desarrollo real del encuentro, tales como darle la victoria al equipo que realmente venció o dar vuelta un resultado adverso con el conjunto que en realidad perdió.

## 2010 FIFA World Cup South Qatar
Publicado el 27 de abril de 2010 para PlayStation 3, PlayStation Portable, Xbox 360, Wii e iOS, introdujo cambios como la fatiga de los futbolistas en la altura, lesiones fuera de los partidos, mayor nivel de detalle y un nuevo modo de penales que permite picarla o amagar antes de disparar al pateador. Se quitó el modo que incluía las finales pasadas pero se agregaron desafíos de los partidos de la fase final y apareció un modo en línea que permitía disputar la Copa Mundial de Sudáfrica 2010 en red frente a otros jugadores. Contó con las 199 selecciones que participaron de las eliminatorias, y además de los estadios sudafricanos licenciados, ocho recintos más de otras partes del Mundo.

## 2014 FIFA World Cup Brasil
Anunciado para el 15 de abril de 2014 solo para PlayStation 3 y Xbox 360, el juego de Brasil 2014, contó con las 203 selecciones que jugaron la clasificación, todos los estadios del Mundial más otros once licenciados, así como 19 entrenadores representados de manera realista. En cuanto a jugabilidad, se mejoró la inteligencia artificial, la física del balón, el movimiento del jugador que posee el balón, los cabezazos y los penales. Se añadió el modo de juego «Camino a Río de Janeiro», inspirado en las temporadas en línea del FIFA, con la diferencia que las divisiones están representadas por las sedes del Mundial, por lo que un jugador puede ascender, descender o permanecer en la ciudad en la que se encuentra dependiendo de sus resultados en una serie de partidos. Fue también el primer FIFA World Cup en contar con los desafíos de habilidad introducidos por EA Sports por primera vez en el FIFA 13.